# Geranium subcaulescens
Geranium subcaulescens là một loài thực vật có hoa trong họ Mỏ hạc. Loài này được L'Hér. ex DC. mô tả khoa học đầu tiên năm 1824.

## Hình ảnh

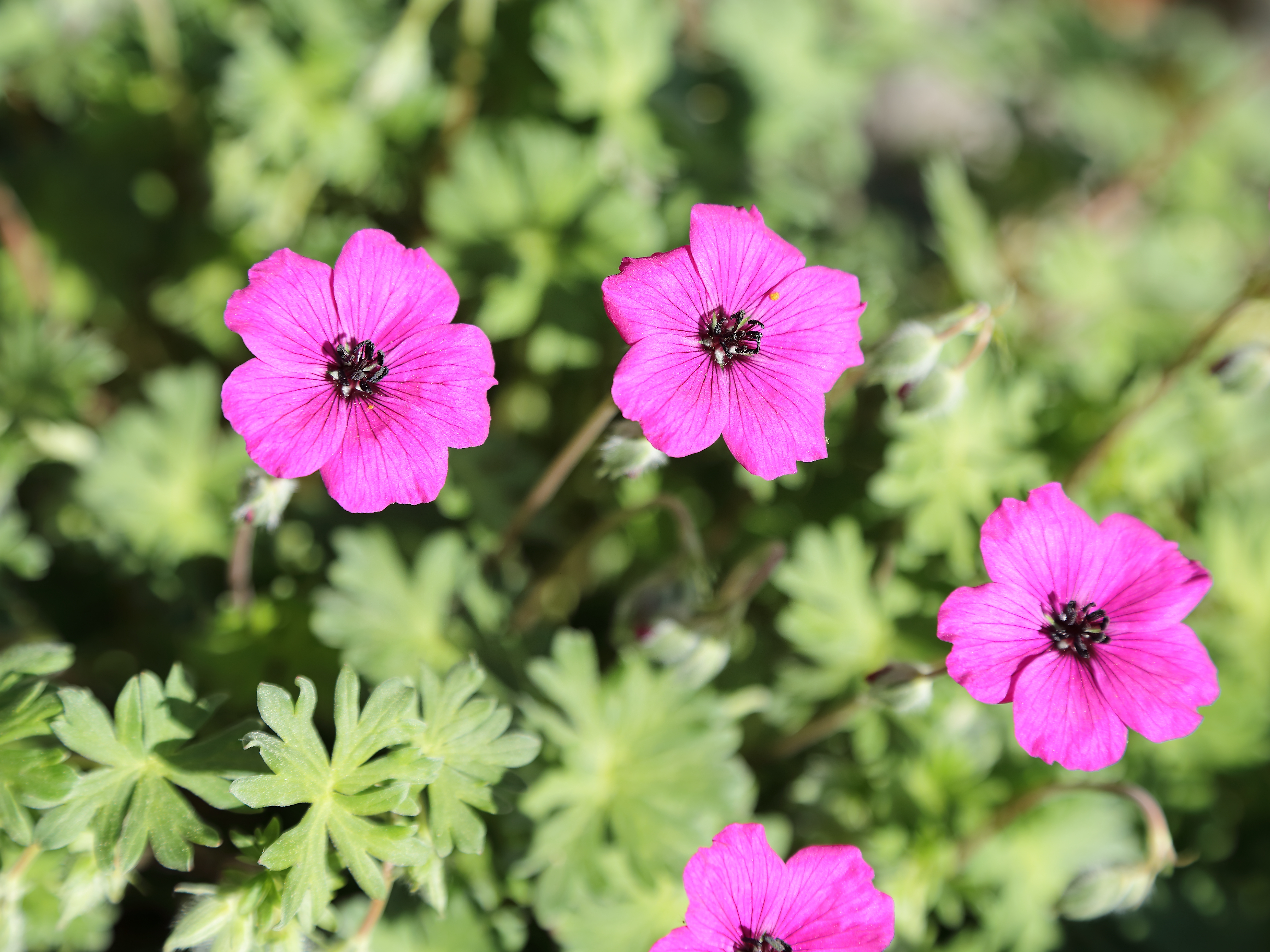
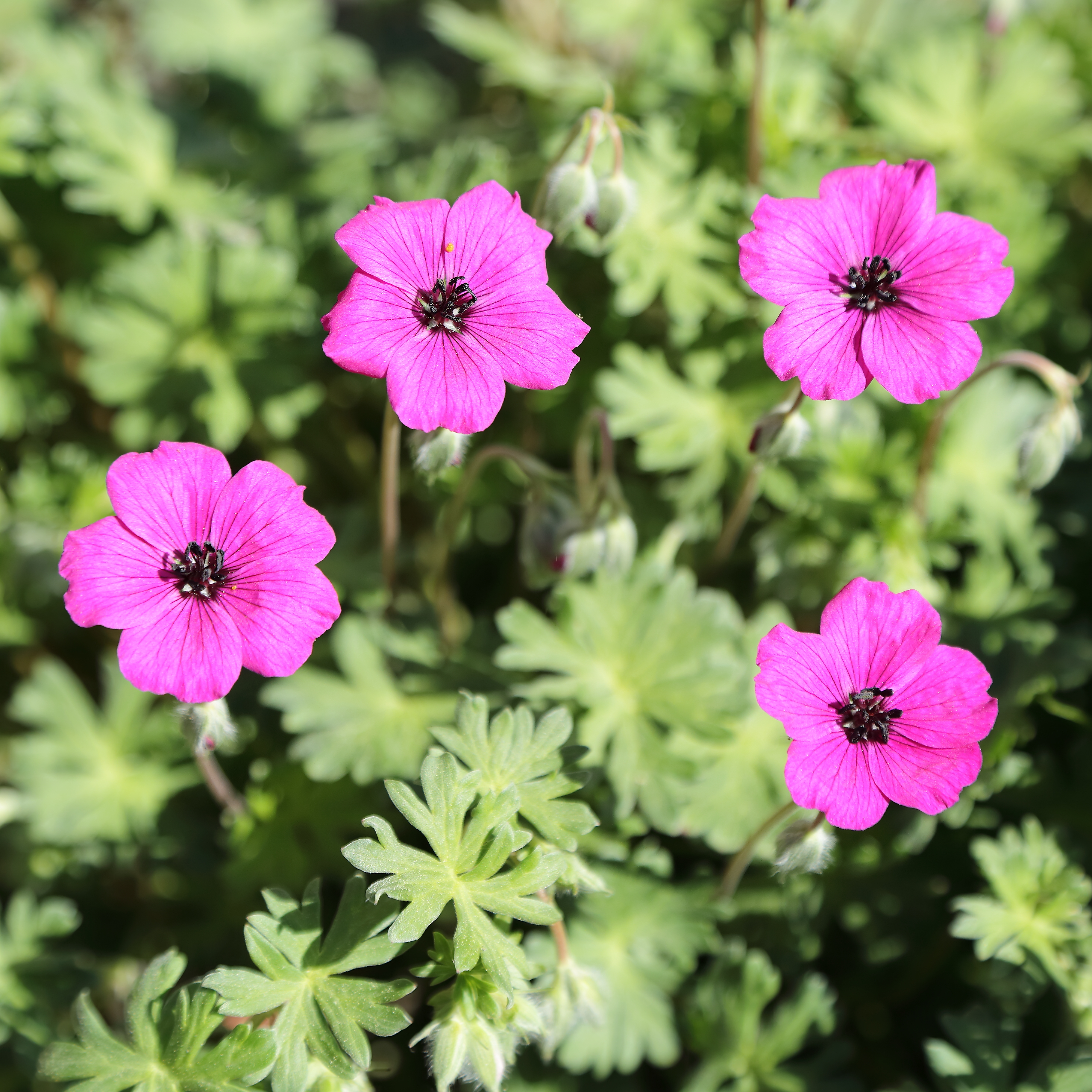
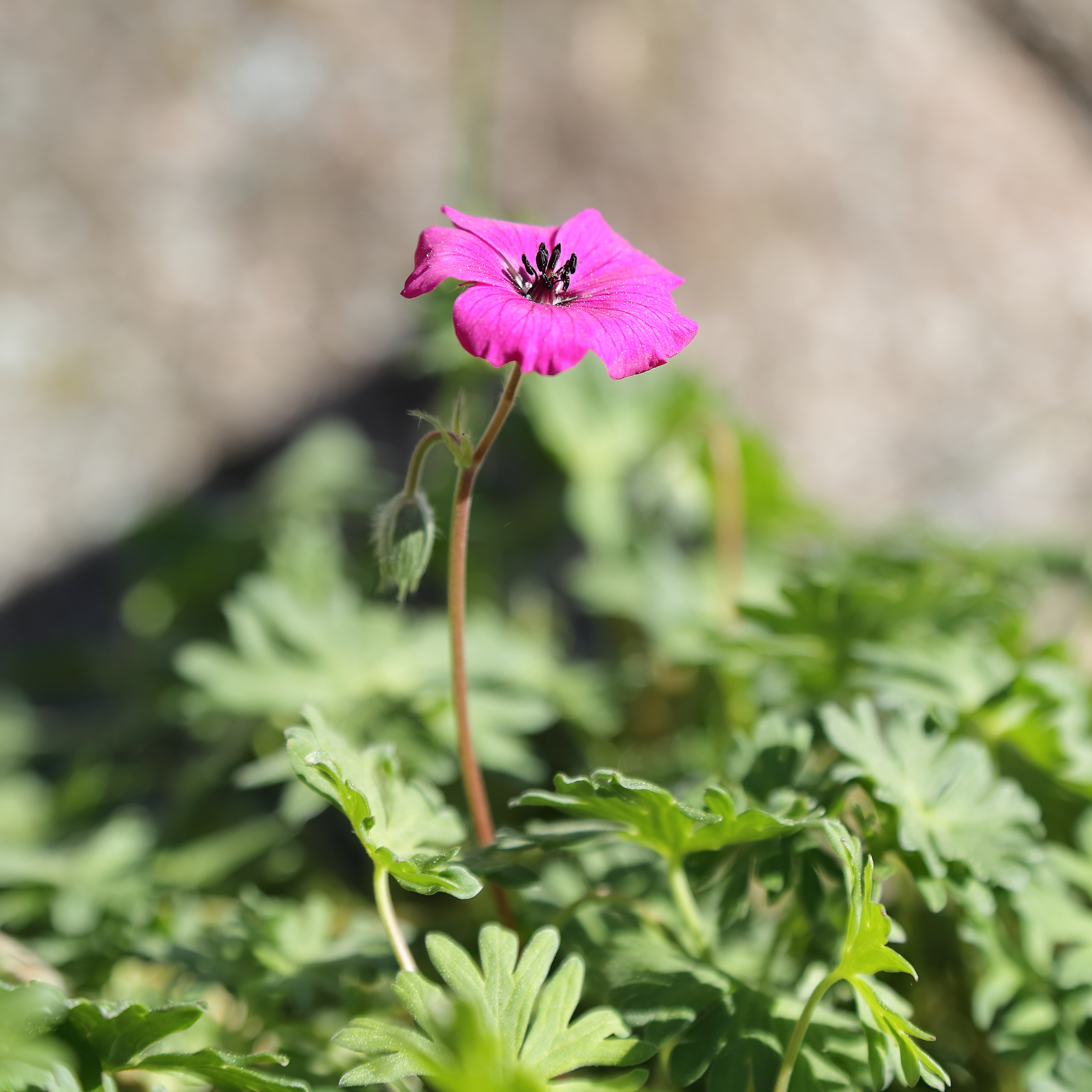